# Gisela Marie Augusta Richter

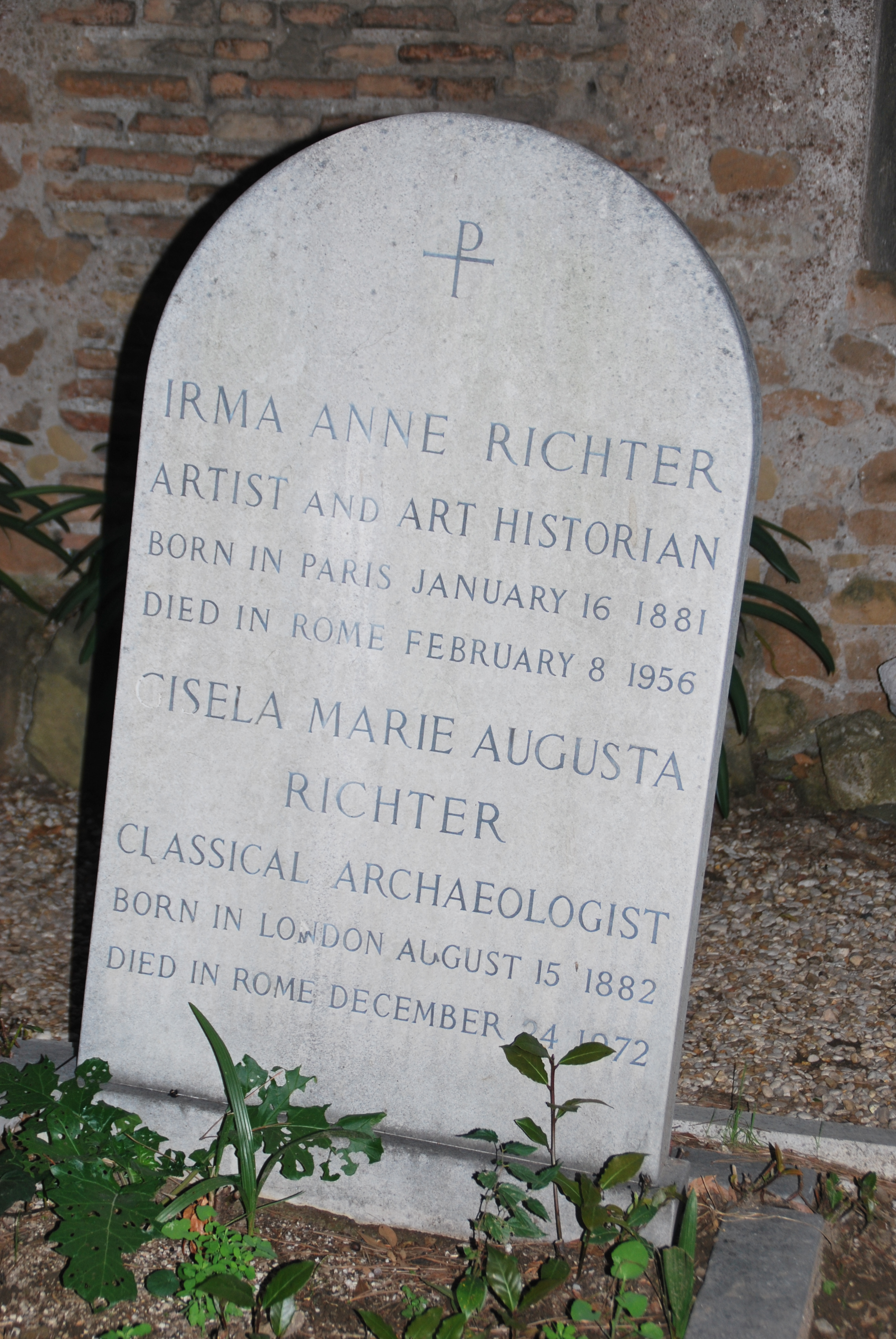
Tomba de Gisela Richter al cementiri no catòlic de Roma

Gisela Marie Augusta Richter (Londres, 15 d'agost de 1882 – Roma, 24 de desembre de 1972) va ser una arqueòloga de nacionalitat estatunidenca.

## Biografia
Nascuda a Londres de família alemanya, estudia a Florència; més endavant, a Roma, és alumna d'Emmanuel Loewy. Seguidament cursa estudis al Girton College de Cambridge, on té com a professora Katharine Jex-Blake.
Membre de la British School of Archaeology of Athens entre 1904 i 1905, hi estudia la ceràmica grega pintada i coneix Harriet Boyd-Hawes, amb qui fa amistat. Aquesta la introdueix al Metropolitan Museum of Art de Nova York el 1905, on esdevindrà, el 1925, la curadora del departament d'art grec i romà, essent la primera dona que assumeix un càrrec com aquest als Estats Units. Durant vint-i-cinc anys es dedicarà a enriquir les col·leccions del museu, es consagrarà a la ceràmica antiga i en redactarà un catàleg monumental.
Després de retirar-se el 1952, s'instal·la a Roma, on passa a ser redactora del Handbook of Greek Art el 1959. Membre de l'American Academy in Rome, de l'Accademia Pontificia Romana di Archeologia i de l'Accademia Nazionale dei Lincei, el seu pis de Roma esdevé lloc de trobada d'arqueòlegs d'arreu del món.

## Obres
- Greek, Etruscan and Roman Bronzes, 1915
- Catalogue of Engraved Gems of the Classical Style, 1920
- The Craft of Athenian Pottery, 1923
- Ancient Furniture, 1926
- Handbook of the Classical Collections, 1927
- Sculpture and Sculptors of the Greeks, 1929
- Animals in Greek Sculpture: A Survey, 1930
- Red-Figured Athenian Vases in the Metropolitan Museum of Art, 1936
- Handbook of the Etruscan Collection, 1940
- Ancient Gems from the Evans and Beatty Collections, 1942
- Red-Figured Athenian Vases in the Metropolitan Museum of Art, 1936
- Greek Painting: The Development of Pictorial Representation from Archaic to Graeco-Roman Times, 1944
- Attic Red-Figured Vases, 1946
- A Brief Guide to the Greek Collection, 1947
- Roman Portraits, 1948
- Archaic Greek Art against Its Historical Background, 1949
- Three Critical Periods in Greek Sculpture, 1952
- Attic Black-Figured Kylikes, 1953
- Handbook of the Greek Collection, 1953
- Catalogue of Greek Sculptures, 1954
- Ancient Italy, 1955
- Catalogue of Greek and Roman Antiquities in the Dumbarton Oaks Collection, 1956
- The Archaic Gravestones of Attica, 1961
- Greek Portraits, col. Latomus, 4 vols., 1955-1964
- The Furniture of the Greeks, Etruscans, and Romans, 1966
- Korai: Archaic Greek Maidens, 1968
- Perspective in Greek and Roman Art, 1970
- Engraved Gems of the Greeks and the Etruscans, Praeger, 1965-1971